# Tichilești (Tulcea)
Tichilești est la dernière léproserie d'Europe,. Elle est située en Roumanie, dans le județ de Tulcea. Bien qu'officiellement considéré comme un hôpital, Tichilești ressemble davantage à un petit village, qui en 2011 compte 19 habitants.